# Michał Bryl
Michał Bryl (Łask , 9 de outubro de 1994) é um jogador de vôlei de praia polonês 

## Carreira
Em 2011 conquistou ao lado de Bartłomiej Malec o terceiro lugar na edição do Campeonato Europeu Sub-18 em Vilnius, no ano seguinte disputou com Sebastian Kaczmarek a edição do Campeonato Europeu Sub-20 realizada em Hartberg e obtiveram a medalha de prata.Ainda em 2012 estreia no circuito mundial ao lado de Maciej Rudoł terminando na vigésima quinta posição no Aberto de Mysłowice.
Compos dupla com Kacper Kujawiak e conquistou a medalha de ouro no Campeonato Mundial Sub-19 em Lárnaca e no mesmo ano finalizaram na vigésima quinta posição na edição do Campeonato Mundial Sub-21 em Halifax.Juntos conquistaram o vice-campeonato na edição do Campeonato Europeu Sub-20 em Vilniuse terminaram na nona posição na edição do Campeonato Mundial Sub-21 de 2013 sediado em Umago.
Ao lado de Kacper Kujawiak conquistou a medalha de ouro no Campeonato Mundial Sub-21 de 2014 realizado em Lárnaca e no mesmo disputou com Bartosz Łosiak alcançou o quinto lugar na edição do Campeonato Mundial Sub-23 sediado em Mysłowice.No ano seguinte conquistaram o título do Campeonato Europeu Sub-22 realizado em Macedo de Cavaleiros.
Em 2016 com Kacper Kujawiak sagrou-se campeão do Campeonato Mundial Universitário de Vôlei de Praia em Pärnu.Desde 2017 forma parceria com Grzegorz Fijałek.